# Stanisław Niemczycki

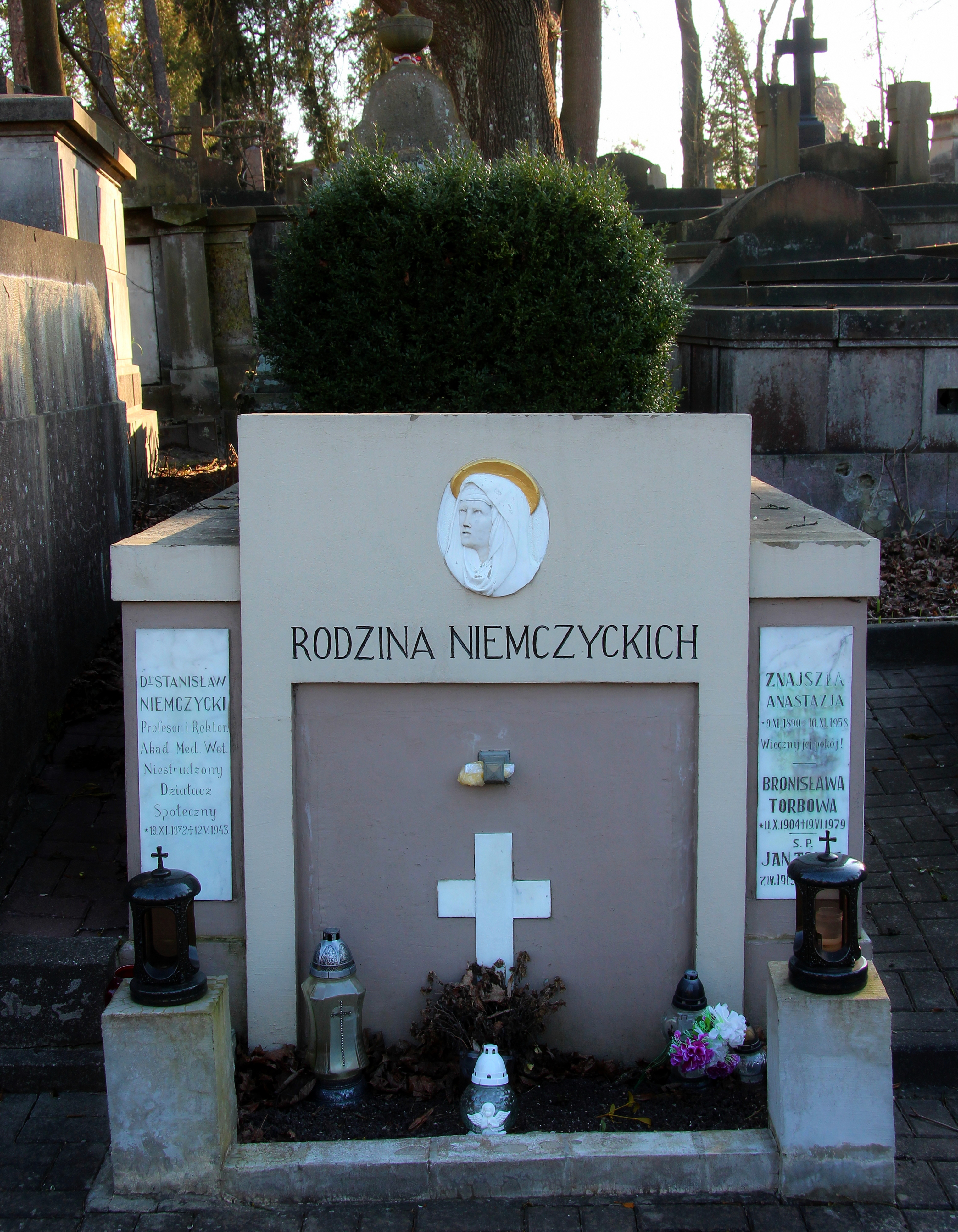

Stanisław Tadeusz Niemczycki (ur. 19 września 1872 w Jarosławiu, zm. 12 maja 1943 we Lwowie) – profesor chemii, wykładowca i rektor Akademii Medycyny Weterynaryjnej we Lwowie

## Życiorys i kariera
Ukończył gimnazjum we Lwowie, po czym podjął studia z zakresu chemii na Uniwersytecie Lwowskim. Po śmierci ojca (Jan, inżynier miernik) utrzymywał matkę i siebie z korepetycji i innych zajęć. Tytuł doktora uzyskał w 1896. W latach 1886–1904 był asystentem prof. Juliana Schramma, w latach 1904–1908 - kierownikiem fabryki konserw warzywnych i owocowych w Lubyczy Królewskiej, w latach 1908–1910 - nauczycielem chemii, fizyki i matematyki w gimnazjum we Lwowie. W latach 1910–1919 był docentem chemii i matematyki w Wyższej Szkole Lasowej we Lwowie a także - w latach 1910–1912 - demonstratorem zakładu higieny na Wydziale Lekarskim Uniwersytetu Lwowskiego. W 1912 habilitował się z higieny mleka i nauki o środkach spożywczych w Akademii Medycyny Weterynaryjnej. W latach 1912–1941 był wykładowcą chemii w Akademii Medycyny Weterynaryjnej we Lwowie, w latach 1912–1919 jako docent, od 1919 jako profesor nadzwyczajny,  od 1921 jako profesor zwyczajny. Był kierownikiem katedry chemii, od 1929 - po reorganizacji uczelni - zakładu Chemii Ogólnej i Nauki o Mleku. W latach 1923–1927 piastował godność rektora tej uczelni, w latach 1929–1941 kierował biblioteką.
Podczas tzw. pierwszej okupacji sowieckiej Lwowa (1939–1941) pozostał wykładowcą uczelni, przekształconej przez okupanta w Lwowski Instytut Weterynaryjny. Po wkroczeniu Niemców do Lwowa w 1941 roku został usunięty z uczelni i mieszkania. Znalazł wówczas na jakiś czas zatrudnienie w zawodowej szkole chemicznej.

## Prace naukowe
W latach 1919–1929 należał do redakcji „Przeglądu Weterynaryjnego”. W 1922 został powołany do Państwowej Rady Weterynaryjnej przy Ministerstwie Rolnictwa, w 1928 - do centralnej Komisji Egzaminacyjnej przy tym ministerstwie.
Był autorem podręczników akademickich i kilkunastu prac, m.in.:
- O trzech normalnych butylotuluoulach (1900)
- Analiza miareczkowa: podręcznik do ćwiczeń praktycznych (Lwów: Gubrynowicz & Schmidt, 1901).
- Przyczynek do syntezy za pomocą chlorku cynowego (1905)
- Chemia organiczna i nieorganiczna dla studentów medycyny weterynaryjnej
- Higiena mleka (Lwów, 1925)
- Witaminy w świetle obecnego stanu nauki i ich znaczenie dla życia (Książnica Atlas, 1929, Lwów, Warszawa),
- Zagadnienie mleka w Polsce (1933)
- L'amoniaque du lait et son dosage (Paris, 1936)

oraz ponad 20 artykułów w Przeglądzie Weterynaryjnym i wielu artykułów w Rozprawach Biologicznych z zakresu medycyny weterynaryjnej, rolnictwa i hodowli, Rolniku, francuskim Le Lait.

## Działalność społeczna, polityczna i patriotyczna
Był aktywny na niwie społecznej i patriotycznej. Był członkiem rady szkolnej miasta Lwowa, komisji dyscyplinarnej dla nauczycieli przy kuratorium, Małopolskiej Kasy Oszczędności. W okresie od 1 stycznia 1921 do 14 listopada 1922 był komendantem Lwowskiej Chorągwi Harcerzy, bliskim współpracownikiem Michała Grażyńskiego. Był prezesem lwowskiego oddziału Ligi Morskiej i Rzecznej, powstałego w marcu 1925 roku, później także prezesem Ligi Morskiej i Kolonialnej.
W wyborach samorządowych z maja 1939 uzyskał mandat radnego Rady Miasta Lwowa startując z Listy Chrześcijańsko-Narodowej jako kandydat Obozu Zjednoczenia Narodowego.

## Rodzina
Był żonaty z Marią (z d. Lang), z którą miał dwie córki: Wandę i Annę. Żona - z wykształcenia lekarz-bakteriolog, była członkiem Polskiej Organizacji Narodowej, żołnierzem Drużyn Strzeleckich i Pierwszej Brygady Legionów Polskich. Podczas II wojny światowej pracowała jako kierownik hodowli wszy zdrowych (karmiciel wszy) w Instytucie Badań nad Tyfusem Plamistym prof. Rudolfa Weigla. W Instytucie prof. Weigla znalazła zatrudnienie jako karmicielka wszy także młodsza z dwóch córek - Anna.
Zmarł podczas okupacji niemieckiej, w dzień po wylewie. Został pochowany na Cmentarzu Łyczakowskim.
W 1945 r. jego rodzina wyjechała do Krakowa, gdzie starsza córka, Wanda, ukończyła Państwową Wyższą  Szkołę Teatralną. W 1953 r. jej mężem został Władysław Babel de Fronsberg, polski prawnik cywilista. 

## Ordery i odznaczenia
- Krzyż Oficerski Orderu Odrodzenia Polski (10 listopada 1933)[4]
- Medal Niepodległości
- Złoty Krzyż Zasługi (25 marca 1938)[5]